# Macraster
Macraster is een geslacht van uitgestorven zee-egels uit de familie Toxasteridae.

## Soorten
- Macraster aguilerae Böse, 1910 †
- Macraster benguellensis (De Loriol, 1888) †
- Macraster besairiei (Lambert, 1933) †
- Macraster bleicheri (Gauthier, 1889) †
- Macraster debensis (Devriès, 1973) †
- Macraster denisonensis Smiser, 1936 †
- Macraster douvillei (Gauthier, 1902) †
- Macraster elegans (Shumard, 1853) †
- Macraster hourcqi (Collignon, 1950) †
- Macraster ibizaensis Jeannet, 1934 †
- Macraster ibizaensis Jeannet, 1934 †
- Macraster longesulcatus (Cotteau & Gauthier, 1895) †
- Macraster maximus (Coquand, 1862) †
- Macraster meghilensis Lambert, 1931 †
- Macraster obtritus Lambert, 1931 †
- Macraster obtritus Lambert, 1931 †
- Macraster roberti Lambert & Thiéry, 1924 †
- Macraster silvaticus Lambert & Thiéry, 1924 †
- Macraster transiens (Devriès, 1956) †
- Macraster valamtarensis (Gauthier, 1902) †
- Macraster vatonnei (Coquand, 1862) †
- Macraster zumoffeni (Fourtau, 1912) †